# Club Balonmano Puerto Sagunto
Il Club Balonmano Puerto Sagunto è una squadra di pallamano spagnola avente sede a Sagunto.

È stata fondata nel 1951.

Disputa le proprie gare interne presso il Pabellón Municipal inter-núcleos di Sagunto il quale ha una capienza di 1.500 spettatori.